# Pavithra Devi Jayaindran
Pavithra Devi Jayaindran (* 1999) ist eine malaysische Leichtathletin, die sich auf den Speerwurf spezialisiert hat.

## Sportliche Laufbahn
Erste internationale Erfahrungen bei internationalen Meisterschaften sammelte Pavithra Devi Jayaindran im Jahr 2017, als sie bei den Südostasienspielen in Kuala Lumpur mit einer Weite von 41,05 m den sechsten Platz belegte. 2023 gelangte sie bei den Südostasienspielen in Phnom Penh mit 43,16 m ebenfalls auf Rang sechs.
2022 wurde Jayaindran malaysische Meisterin im Speerwurf.